# Paul Stalteri
Paul Stalteri (Etobicoke, 18 oktober 1977) is een Canadees voormalig profvoetballer die doorgaans als verdediger speelde.

## Clubcarrière
Stalteri tekende bij de Spurs in mei 2005. Daarvoor speelde hij als verdediger of middenvelder van 1998 tot 2005 bij het Duitse Werder Bremen.
De Canadees begon zijn voetbalcarrière in 1996 in het team van de universiteit waar hij studeerde, Clemson University. Na een jaar tekende hij al een professioneel contract bij de Toronto Lynx, terwijl hij studeerde aan de York University. Na slechts één seizoen, waarin hij acht keer scoorde en twee assists gaf, kwam hij onder de aandacht van een scout van Werder Bremen. Hij tekende een contract, en na drie jaar in de jeugdopleiding maakte hij in augustus 2001 zijn debuut in de eerste wedstrijd van het seizoen, tegen Energie Cottbus. Hij scoorde meteen.
Tijdens het seizoen 2001-2002 groeide Stalteri langzaam uit tot een vaste waarde binnen het team. In het seizoen 2003-2004 werd de verdediger de eerste Canadese Bundesligawinnaar, toen Werder het landskampioenschap binnensleepte.
In 2005 maakte Stalteri een verrassende transfer naar het Engelse Tottenham Hotspur. Vanaf het begin was hij een vaste waarde op White Hart Lane, maar na de komst van Pascal Chimbonda moet hij vaker genoegen nemen met een plaats op de bank.
Op 4 maart 2007 maakte hij - als wisselspeler - een belangrijk doelpunt in de laatste minuut tegen rivaal West Ham United, waardoor de Spurs met 4-3 wonnen. Tot die wedstrijd was zijn naam amper voorgekomen op het wedstrijdformulier.
Stalteri speelde sinds de winterstop van het seizoen 2008-2009 bij het Duitse Borussia Mönchengladbach in de Bundesliga. In 2011 besloot hij zijn loopbaan.

## Interlandcarrière
De verdediger is een van de belangrijkste spelers van het Canadese nationale elftal, sinds zijn debuut op 17 augustus 1997 in de wedstrijd tegen Iran. Hij is recordinternational voor zijn land met 84 interlands en zeven doelpunten.
| Interlanddoelpunten | Interlanddoelpunten | Interlanddoelpunten | Interlanddoelpunten  | Interlanddoelpunten | Interlanddoelpunten | Interlanddoelpunten | Interlanddoelpunten |
| #                   | Datum               | Locatie             | Wedstrijd            | Goal(s)             | Score               | Uitslag             | Wedstrijd           |
| ------------------- | ------------------- | ------------------- | -------------------- | ------------------- | ------------------- | ------------------- | ------------------- |
| 1                   | 02/06/1999          | Edmonton            | Canada – Guatemala   | 42'                 | 1 – 0               | 2 – 0               | Canada Cup          |
| 2                   | 14/11/2001          | Ta' Qali            | Malta – Canada       | 42'                 | 1 – 1               | 2 – 1               | Oefeninterland      |
| 3                   | 15/05/2002          | Sankt Gallen        | Zwitserland – Canada | 38'                 | 0 – 2               | 1 – 3               | Oefeninterland      |
| 4                   | 12/02/2003          | Tripoli             | Libië – Canada       | 47'                 | 1 – 3               | 2 – 4               | Oefeninterland      |
| 5                   | 29/03/2003          | Tallinn             | Estland – Canada     | 49'                 | 0 – 1               | 2 – 1               | Oefeninterland      |
| 6                   | 12/07/2003          | Foxborough          | Canada – Costa Rica  | 59'                 | 1 – 0               | 1 – 0               | CONCACAF Gold Cup   |
| 7                   | 25/03/2007          | Hamilton            | Bermuda – Canada     | 44'                 | 0 – 3               | 0 – 3               | Oefeninterland      |